# 活动分区
活动分区是指磁盘主分区的一种状态。标记分区为活动分区的目的是为了让操作系统由该区启动，所以通常将操作系统的分区标记为活动分区。

## 要求
- 每个磁盘只能有一个活动分区。

- 只能将主分区设置成活动分区，不能将逻辑驱动器标记为活动。

- 系统必须从活动分区中启动。

## 如何设置及取消
有多种方法可以将分区标记为活动，下列举几种常见的方法：

### Diskpart
- 使用命令提示符运行DISKPART。
- 使用“LIST DISK”命令及“SELECT DISK X”命令确定并选择要操作的磁盘。 （X为磁盘代码）
- 使用“LIST PARTITION”及“SELECT PARTITION Y”命令确定并选择要操作的分区。 （Y为分区代码）
- 使用“ACTIVE”命令将分区标记为活动。
- 使用“INACTIVE”命令可以取消分区的活动状态。

### 磁盘管理
- 进入“计算机管理”中的“磁盘管理”。
- 右键选择磁盘主分区，选择“将分区标记为活动分区”将分区标记为活动。